# 湖洋镇
湖洋镇是中华人民共和国福建省泉州市永春县下辖的一个乡镇级行政单位。

## 行政区划
湖洋镇下辖以下地区：
吴岭村、上坂村、龙山村、溪西村、溪东村、清白村、美莲村、桃源村、桃美村、锦凤村、锦龙村、湖城村、蓬莱村、高坪村、玉柱村、白云村和石厝村。